# Robert Charles Moon
Robert Charles Moon (* 1844 in Brighton; † 1914 in den USA) war ein Augenarzt in England und den Vereinigten Staaten. Er war der Sohn von William Moon (1818–1894), dem Erfinder des Moonalphabets, einer in Papier geprägten Reliefschrift für Blinde.
Seine Berufswahl für die Augenheilkunde wurde durch seine Erfahrungen während der Jugend beeinflusst, als er seinen Vater bei der Übersetzung und Transkription von Lesegut für Sehbehinderte geholfen hatte.
Von 1866 bis 1878 arbeitete er an der 1857 von  John Zachariah Laurence gegründeten Augenklinik in London. Nach Dr. Laurence und ihm wurde u. a. das Laurence-Moon-Bardet-Biedl-Syndrom benannt, eine Kombination von Retinopathia pigmentosa mit einigen weiteren Symptomen. 1879 wanderte Moon in die USA aus, wo er  in Philadelphia als Augenarzt weiter praktizierte.
Im Ruhestand engagierte er sich in der Blindenfürsorge.